# Thecla echinita
Thecla echinita är en fjärilsart som beskrevs av William Schaus 1902. Thecla echinita ingår i släktet Thecla och familjen juvelvingar. Inga underarter finns listade i Catalogue of Life.